# 迪布里夫卡 (切爾諾夫策州)
48°14′57″N 25°33′0″E / 48.24917°N 25.55000°E

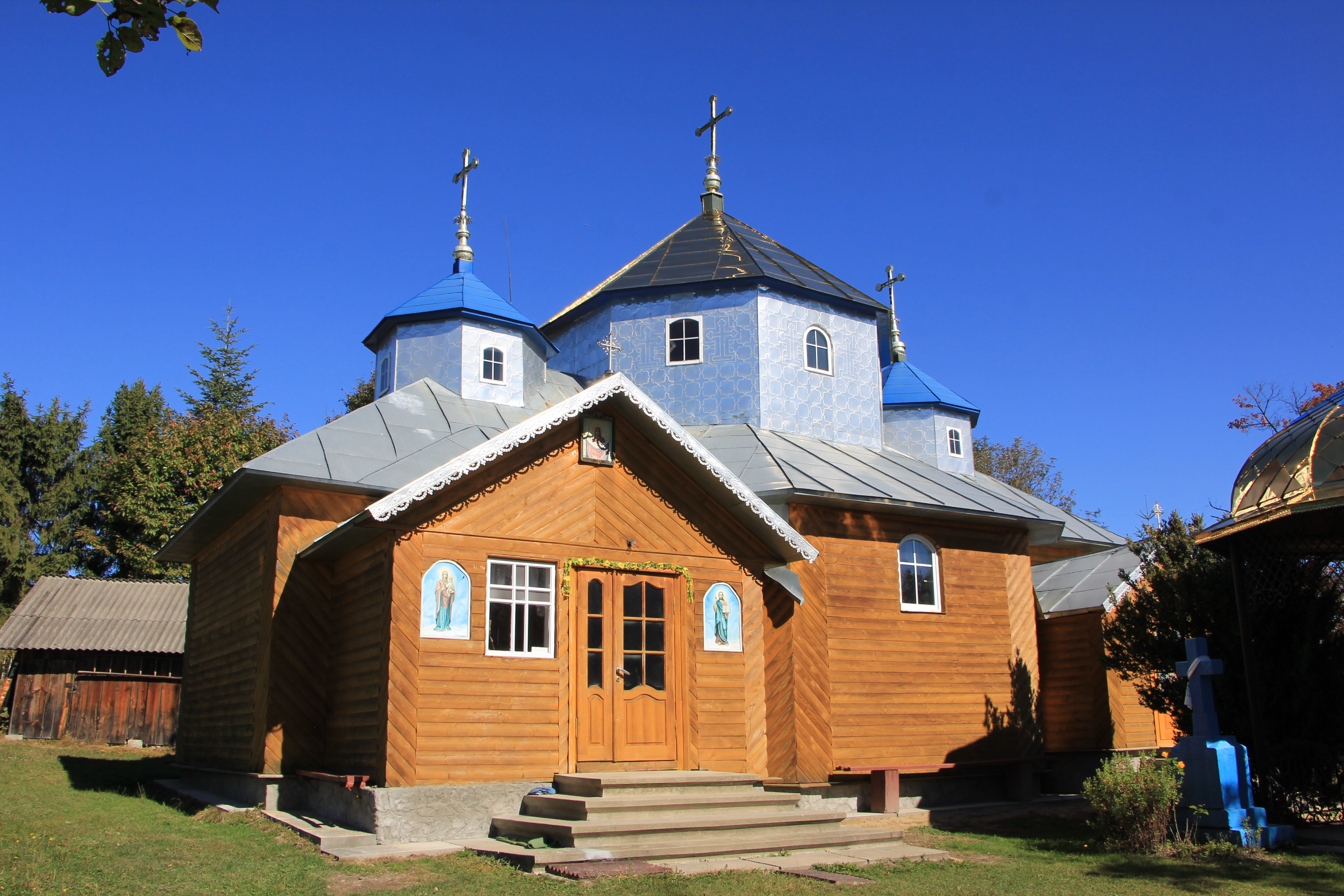
教堂

迪布里夫卡（烏克蘭語：Дібрівка）是位於烏克蘭西南部的村莊，由切爾諾夫策州切爾諾夫策區的斯托羅日內茨市鎮負責管轄。該村處於比爾卡馬雷河源頭附近，海拔高度379米，2001年人口780。